# Liste von Persönlichkeiten der Stadt Freiberg
Dies ist eine Liste von Persönlichkeiten der Stadt Freiberg.

## Ehrenbürger
- 1867: Karl Heinrich Frotscher (1796–1876), Altphilologe
- 1871: Gustav Adolph Theodor Ettmüller (1808–1881), Arzt
- 1879: August Friedrich Clauß (1813–1892), Bürgermeister
- 1881: Moritz Tränckner (1813–1881), Stadtrat
- 1894: Heinrich Gerlach (1828–1899), Buchdrucker, Historiker und Politiker
- 1902: Kurt Merbach (1839–1912), Hüttenmann und Politiker
- 1909: Bernhard Blüher (1864–1938), Politiker (Bürgermeister von Freiberg und Oberbürgermeister von Dresden)
- 1929: Werner Hofmann (1878–1939), Direktor der Porzellanfabrik Freiberg
- 1949: Karl Kegel (1876–1959), Bergbauingenieur
- 1961: Arthur Ladwig (1889–1970), Direktor der Krankenanstalten Freiberg
- 1961: Erich Rammler (1901–1986), Brennstofftechniker
- 1965: Anton Lissner (1885–1970), Chemiker
- 1975: Georgi Danilowitsch Koschmjak (1909–1987), sowjetischer Kommandant von Freiberg
- 1979: Helmut Härtig (1902–1997), Montanwissenschaftler
- 1987: Walter Schellhas (1897–1988), Historiker und Bibliothekar[1]
- 2000: Günter Blobel (1936–2018), Biochemiker, Nobelpreisträger für Medizin 1999
- 2001: Werner Freiesleben (1929–2013), Chemiker
- 2008: Gottfried Kohl (1921–2012), Bildhauer
- 2009: Peter Woditsch, Unternehmer
- 2014: Michael Federmann (* 1943), Investor
- 2017: Heinrich Douffet (1934–2017), Denkmalpfleger und Politiker (posthum)
- 2019: Reinhard Schmidt (* 1946), Präsident des Sächsischen Oberbergamtes
- 2020: Knut Neumann (* 1949), ehem. Vorsitzender der Historischen Freiberger Berg- und Hüttenknappschaft[2][3]

## Söhne und Töchter der Stadt

### A
- Reno Achenbach (1961–2010), Fußballspieler
- Hansjörg Albrecht (* 1972), Dirigent, Organist und Cembalist
- André Alder (* 1968), Künstler
- August Ferdinand Anacker (1790–1854), Komponist
- Friedrich Anacker (1824–1887), evangelisch-lutherischer Theologe und Autor
- Thomas Arnold (* 1971), Schauspieler

### B
- Carolin Bachmann (* 1988), Politikerin (AfD), MdB
- Günter Bartusch (1943–1971), Motorradrennfahrer
- Dorle Baumann (* 1947), Politikerin (SPD)
- Brigitte Bausinger (* 1938), Philologin und Autorin
- Horst Becker (1908 – nach 1942), Linguist und Volkskundler
- Julius Becker (1811–1859), Komponist, Musiktheoretiker und Autor musikalischer Romane
- Friederike Beckert (1775–1839), Schriftstellerin
- Manfred Beckert (1926–2007), Professor für Schweißtechnik, Rektor der Technischen Hochschule Magdeburg
- Hermann Behr (eig. Friedrich Hermann Behr) (1792–1848), evangelischer Theologe
- Franz Gustav Benseler (1846–nicht ermittelt), Philologe und Dramatiker
- Elisabeth Eleonore Bernhardi (1768–1849), Schriftstellerin
- Ernst Wilhelm Bernhardi (1788–1852), Jurist und Politiker
- Heinrich Bethmann Klemm (1817–1900), Jurist
- Ewald Beyer (1808–1883), evangelischer Pfarrer und Theologe
- Mike Bezdicek (* 1968), Handballspieler
- Bruno Bieligk (1889–1969), Politiker (SPD)
- Fritz Bieligk (1893–1967), Journalist, Politiker (SPD)
- Heinrich Moritz Birnbaum (1784–1852), königlich sächsischer Generalleutnant und Kommandant der Festung Königstein
- Heike Bittner (* 1963), Drehbuchautorin, Regisseurin und Filmproduzentin
- Karl August Blöde (1773–1820), Geheimer Finanzrat, Naturwissenschaftler und Autor sowie Namengeber des Kristalls Blödit
- Bernhard Blüher (1864–1938), Politiker (Bürgermeister von Freiberg und Oberbürgermeister von Dresden), Ehrenbürger von Freiberg
- Helmut Böhme (1902–1945), Politiker (NSDAP)
- Peter Böhme (* 1936), Ingenieur und Hochschullehrer
- Albert Borchers (1864–1929), sächsischer Berghauptmann
- Ina Borrmann (Wirkung ab 1997), Filmregisseurin und Drehbuchautorin
- Johann Friedrich Gottlob von Brause (1763–1820), Pastor primarius und Superintendent von Freiberg 1800–20
- Hermann Theodor Breithaupt (1820–1885), Geologe, Patriot und Ingenieur
- Hans Brinkmann (* 1956), Schriftsteller, Journalist und Kunstkritiker
- Hans Buchheim (1922–2016), Politikwissenschaftler
- Albrecht Buttolo (* 1947), Maschinenbauingenieur, Dr.-Ing., ehemaliger sächsischer Innenminister

### D
- Richard Dietrich (1909–1993), Historiker
- Ernst Gustav Doerell (1832–1877), romantischer Maler
- Hellmut Döring (1903–1995), Pädagoge
- Hanns Dünnebier (1907–1995), Jurist
- Michael Düsing (1947–2020), Heimatforscher und Autor

### E
- Rolf Emmrich (1910–1974), Internist und Hochschullehrer
- Fritz Erler (1899–1992), Chirurg und Orthopäde
- René Erler (* 1983), Schauspieler

### F
- Franziskus Faber (1542–1593), Mediziner, Humanist
- Johann Fink (1628–1675), Maler
- Friedrich Oswald Flade (1831–1881), Lehrer und Autor
- Eckart Förster (1920–1999), Kinder- und Jugendpsychiater
- David Franke (* 1980), Organist; seit 2018 Professor für Orgel und Orgelimprovisation und Leiter des Instituts für Kirchenmusik in Freiburg
- Eberhard Franke (1929–2011), Bauingenieur und Hochschullehrer
- Johann Carl Freiesleben (1774–1846), Oberberghauptmann
- Heinz Fülfe (1920–1994), Zeichner, Puppenspieler und Bauchredner

### G
- Gunther Galinsky (1938–2019), Bergingenieur und Fotograf
- Cerstin Gammelin (* 1965), Journalistin
- Ursula Geyer-Hopfe (1924–2023), Schauspielerin, Theaterregisseurin und Oberspielleiterin
- Bernd Göbel (* 1942), Bildhauer und Kunstprofessor, Werke u. a.: Fortunabrunnen, Freiberg Petersstraße, Denkmal „Der junge Bach“ in Arnstadt
- Sigrid Göhler (* 1942), Schauspielerin
- Rolf Göpfert (1903–1994), Architekt, Künstler und Dresdner Architekturprofessor
- Andreas Graumnitz (* 1955), Musiker und Unternehmer
- Caroline Gülke (* 1982), Eiskunstläuferin

### H
- Karl Hannemann (1895–1953), Schauspieler
- Hans Adolph von Hartitzsch (1778–1857), Rittmeister, Rittergutsbesitzer und Politiker, MdL
- Richard Haupt (1866–1932), Jurist, Stadtrat in Zwickau und Dresden, Oberbürgermeister in Freiberg 1909–1924[4]
- Nikolaus Hausmann (1479–1538), Theologe und Reformator im Fürstentum Anhalt-Dessau
- Klaus Hein (1930–2017), Chemiker und Hochschullehrer
- Friedrich Robert Helmert (1843–1917), Geodät und Mathematiker
- Wolfgang von Herder (1810–1853), Geologe, Rittergutsbesitzer und Politiker
- Carl Wilhelm Hering (1790–1871), evangelischer Pfarrer und Chronist
- Volkmar Herre (* 1943), Fotograf
- Martin Herrmann (1899–1975), Mundartdichter
- Johann Eduard Heuchler (1801–1879), Architekt und Baumeister
- Martin Hilliger (1484–1544), Geschütz- und Glockengießer
- Christian August Siegfried Hoffmann (1760–1813), Mineraloge
- Ewald Alexander Hoffmann (1838–1899), Geheimer Rat und Generaldirektor der Königlich Sächsischen Staatseisenbahnen
- Paul Hoffmann (1863–1928), Schuhmacher, Seemann und Hamburger Bürgerschaftsabgeordneter und Senator
- Ida Hofmann (1864–1926), Pianistin, Musikpädagogin und Autorin
- August Horn (1825–1893), Komponist
- Caspar Heinrich Horn (1657–1718), Jurist, Rechtswissenschaftler, Hochschullehrer

### I
- Gert Irmer (1944–2022), Physiker und Hochschullehrer

### J
- Eduard Johnson (1840–1903), Heimatforscher und Redakteur beim Vogtländischen Anzeiger

### K
- Christoph Kähler (* 1944), Theologe, Landesbischof der Evangelisch-Lutherischen Kirche in Thüringen
- Holm Kirsten (* 1965), Historiker, Museologe und Schriftsteller
- Holger Koch (* 1955), Maler und Grafiker
- Eva Maria Kohl (* 1947), Schriftstellerin und Pädagogin
- Gottfried Kohl (1921–2012), Bildhauer und Ehrenbürger
- Robert Kohl (1813–1881), Theologe, Superintendent an der St.-Nikolai-Kirche in Chemnitz
- Alexander Wilhelm Köhler (1756–1832), Bergrechtler und Bürgermeister der Stadt Freiberg
- Sven Köhler (* 1966), Fußballspieler und Fußballtrainer
- Johannes König (* 1974), Erziehungswissenschaftler und Hochschullehrer
- Johann Gottfried Kraus (1680–1739), Rechtswissenschaftler
- Udo Kroschwald (* 1955), Schauspieler
- Bärbel-Maria Kurth (* 1954), Epidemiologin und Statistikerin

### L
- Wilhelm Adolph Lampadius (1812–1892), evangelisch-lutherischer Pfarrer und Autor
- Georg Lessing (1864–1939), Jurist und sächsischer Staatsbeamter
- Christian Liebe (1654–1708), Komponist
- Anni E. Lindner (* 1980), Schriftstellerin und Heilsarmeeoffizierin
- Walter Ernst von Lingelsheim (1901–1962), Politiker
- Samuel Lorentz (*/† im 16. Jahrhundert), Bildhauer
- Ingeborg Lüscher (* 1936), Künstlerin

### M
- Mario Maedebach (* 1949), Architekt
- Franz Maidburg (um 1480 – um 1535), Bildhauer
- Albert Maucher (1907–1981), Geologe
- Niklas May (* 2002), Fußballspieler
- Karl Friedrich Mende (1721–1787), evangelischer Pfarrer und Dichter
- Kurt Merbach (1839–1912), Hüttenmann, Politiker und Ehrenbürger
- Horst Morgenstern (1921–1993), Maler und Grafiker
- Mike Moncsek (* 1964), Politiker (AfD), MdB
- Moritz von Sachsen (1521–1553), Herzog und Kurfürst von Sachsen
- Adolf Müller (1876–1957), evangelischer Geistlicher
- Ernst Müller (1894–1972), Historiker, Leipziger Stadtarchivar und LDPD-Politiker
- Kornelia Müller (* 1959), Agraringenieurin und Politikerin, Mitglied des Sächsischen Landtages
- Christian Münch (* 1951), Dirigent und Komponist

### N
- Paul Neff (1853–1934), Bürgermeister von St. Johann (Saar), maßgeblich an der Großstadtgründung Saarbrücken beteiligt
- Curt Adolph Netto (1847–1909), Metallurge
- Dagmar Neukirch (* 1972), Politikerin (SPD), MdL
- Günter Neumann (1920–2005), Philologe und Indogermanist

### O
- Christian Oelsner (1934–2023), Geophysiker und Hochschullehrer
- Rudolf von Oppen (1855–ca. 1928), Verwaltungsbeamter und Präsident des Sächsischen Oberverwaltungsgerichts
- Stephan Otto (1603–1656), Komponist

### P
- Carl Eugenius Pabst von Ohain (1718–1784), sächsischer Mineraloge, Berghauptmann und Kurator der Bergakademie
- Philipp Pentke (* 1985), Fußballspieler
- Paul Peuker (* 1987), Jazzmusiker
- Henning von Philipsborn (* 1934), Physiker und Mineraloge

### Q
- Samuel Theodor Quellmalz (1696–1758), Mediziner, Chemiker und Hochschullehrer

### R
- Sidney Raebiger (* 2005), Fußballspieler
- Albert Richter (1909–2007), Forstwissenschaftler
- Solveig Richter (* 1978), Politikwissenschaftlerin und Hochschullehrerin
- Augustus Rohdt (1596–1652), kursächsischer Montanunternehmer, Faktor der Saigerhütte Grünthal bei Olbernhau im Erzgebirge und Gründer des Eisenwerkes Rothenthal
- Herbert Rößiger (1911–1941), NSDStB-Funktionär
- Uwe-Jens Rössel (* 1950), Politiker (PDS), Bundestagsabgeordneter

### S
- Artur Sansoni (1886–1971), italienisch-deutscher Bildhauer, Direktor einer Granit-Bildhauerschule in Wunsiedel
- Jürgen Sarrazin (1936–2019),  Bankier
- John Sauter (* 1984), Künstler
- Hansjürgen Schaefer (1930–1999), Musikwissenschaftler und -kritiker
- Wolfgang Schaller (1582–1626), Mediziner
- Harald Schicha (* 1943), Nuklearmediziner
- Bruno Schilling (1798–1871), Rechtswissenschaftler, Hochschullehrer
- Minna Schilling, geborene Petermann (1877–1943), Politikerin, Mitglied des Reichstags
- Hannes Schmalfuß (1893–1966), Schriftsteller
- Karl Schmidtchen (1858–1923), Konsumgenossenschafter und Mitglied des ersten Vorstands des 1903 neu gegründeten ZdK
- Friedrich August Schneider (1799–1855), Artillerieoffizier und Schlachtenmaler
- Markus Scholz (* 1996), Politiker (Bündnis 90/Die Grünen)
- Abraham von Schönberg (1640–1711), Oberberghauptmann
- Gotthelf Friedrich von Schönberg (1631–1708), Rittegutbesizer, Hof- und Justizrat
- Klaus Rudolf Schubert (* 1939), Physiker
- Markus Schubert (* 1998), Fußballspieler
- Peter Segler (* 1964), Autor, Herausgeber und Verleger
- Melchior Wolfgang Siegel (1622–1685), Amtsschösser und Amtmann
- Sieglind Spieler (1934–2024), Schriftstellerin und Lyrikerin
- Christian Heinrich Spieß (1755–1799), Schauspieler, Dramatiker und Autor, Mitbegründer des Schauerromans
- Erhard Stenzel (1925–2021), Wehrmachtsdeserteur und letzter lebende deutsche Résistancekämpfer
- Claus-Dieter Steyer (1956–2015), Journalist
- Jörg Stübner (1965–2019), Fußballspieler
- Konrad Sturmhoefel (1858–1916), sächsischer Historiker
- Emil von Sydow (1812–1873), Offizier, Geograph und Kartograph
- Oskar von Sydow (1811–1886), evangelisch-lutherischer Geistlicher, Lehrer und Schriftsteller

### T
- André Tanneberger (* 1973), erfolgreicher DJ
- Christiane Thiel (* 1968), Autorin
- Ernst Heinrich Thiele (1831–1903), Jurist und Politiker
- Janko Tietz (* 1972), Journalist
- Volker Träger (* 1936), Maler, Grafiker und Keramiker

### U
- Jakob Ullmann (* 1958), Komponist und Hochschullehrer

### V
- Nicolaus Voigtel (1658–1713), Geometer, Bergbeamter und Autor
- Brian Völkner (* 1992), Schauspieler

### W
- Maximilian Weiß (* 1988), Handballspieler
- Apollonia von Wiedebach (1470–1526), Stifterin
- Clemens Winkler (1838–1904), Chemiker, Entdecker des Germaniums
- Ernst Hugo von Wolf (1838–1913), sächsischer Generalmajor
- Horst Wolf (1917–1988), Präsident des Deutschen Judo-Verbandes der DDR, Judotrainer, Sportwissenschaftler

### Z
- Dirk Ziegenbalg (* 1985), Chemiker und Hochschullehrer

## Persönlichkeiten, die in der Stadt gewirkt haben
- Dietrich von Freiberg, auch: Theodoricus Teutonicus de Vriberg; Meister Dietrich (um 1240 bis nach 1311), Mönch, Theologe, Philosoph, Mystiker
- Heinrich der Erlauchte (1218–1288), Markgraf von Meißen
- Otto der Reiche (1125–1190), Markgraf von Meißen

### A
- Georg Agricola (1554–1630)
- Ignaz Auer (1846–1907), Politiker

### B
- August Bebel (1840–1913), Politiker
- Richard Beck (1858–1919), Geologe
- Werner Beck (1907–1994), Ingenieur
- Friedrich Constantin von Beust (1806–1891), Mineraloge, Geologe
- Otto Beutler (1853–1926), Jurist, Politiker (Bürgermeister von Freiberg und Meerane, Oberbürgermeister von Dresden)
- Johann Samuel Beyer (1669–1744), Kantor und Komponist
- Volker Beyer (* 1951), Maler und Bildhauer
- Georg Bilkenroth (1898–1982), Verfahrenstechniker
- Paul Blechschmidt (1907–1961), Lehrer, Arbeiter, Landrat, Offizier
- Fritz Bleyl (1880–1966), Architekt, Maler des Expressionismus
- Günter Blobel (1936–2018), Biologe, Mediziner, Nobelpreisträger, Förderer des Wiederaufbaus neohistoristischer Gebäude in Sachsen
- Ottomar Blüher (1824–1891), Jurist und Politiker, MdL
- Kwasi Boakye (1827–1904), aus Ashanti, niederländischer Bergingenieur, Student in Freiberg (auch: Boachi)
- August Breithaupt (1791–1873), Mineraloge
- Christian Friedrich Brendel (1776–1861), Ingenieur
- Reinhold Brückmann (1823–1863), Mathematiker
- Leopold von Buch (1774–1853), Geologe
- Friedrich Gottlieb von Busse (1756–1835), Mathematiker, Professor an der Bergakademie, Bergkommissionsrat, Rat und Senator der Stadt

### C
- Hans Carl von Carlowitz (1645–1714), Sächsischer Oberberghauptmann
- Johann Friedrich Wilhelm von Charpentier (1738–1805), Geologe
- August Friedrich Clauß (1813–1892), Jurist und Politiker, Bürgermeister und Ehrenbürger von Freiberg

### D
- Christoph Demantius (1567–1643), Kantor und Komponist
- Johann Heinrich Wilhelm Dietz (1843–1922), Verleger
- Heinrich Douffet (1934–2017), Geologe, Denkmalpfleger, Kommunalpolitiker

### E
- Sabine Ebert (* 1958), Autorin
- Otto Emicke (1891–1970), Metallurge
- Hans-Heinz Emons (* 1930), Chemiker, von der SED eingesetzter „Disziplinarrektor“
- Theodor Erhard (1839–1919), Elektrophysiker
- Gustav Adolph Theodor Ettmüller (1808–1881), Bezirksarzt, Berg- und Hüttenphysikus, Ehrenbürger v. Freiberg

### F
- Otto Emil Fritzsche (1877–1962), Ingenieur
- Gotthold Frotscher (1897–1967), Musikhistoriker

### G
- Christlieb Ehregott Gellert (1713–1795), Metallurge und Mineraloge
- Christoph Gottlob Grundig (1707–1780), Theologe, Mineraloge und Publizist
- Johann Wolfgang von Goethe (1749–1832), Naturwissenschaftler

### H
- Andreas Hammerschmidt (1611–1675), Organist und Komponist
- Werner Hartenstein (1879–1947), Oberbürgermeister 1924–1945
- Helmut Härtig (1902–1997), Bergbauwissenschaftler
- Günter Heinz (* 1954), Mathematiker, Komponist, Musiker, komponierte u. a. „Freiberger Glockenandacht“ 2006
- Konrad Heinze (1943–2020), Kommunalpolitiker, Oberbürgermeister 1990–2001
- Johann Friedrich Henckel (1678–1744), Arzt, Mineraloge, Metallurge und Chemiker
- Otto Leonhard Heubner (1812–1893), Politiker
- Johann Eduard Heuchler (1801–1879), Architekt und Zeichner
- Julius Ambrosius Hülße (1812–1876), Mathematiker und Techniker
- Alexander von Humboldt (1769–1859), Naturforscher und Entdecker
- Richard Hunger (1911–1957), Geologe

### J
- Herbert Jobst (1915–1990), Schriftsteller, Hauer, Fördermann und Steiger

### K
- Karl-Hermann Kandler (* 1937), Theologe
- Karl Kegel (1876–1959), Bergingenieur
- Helmut Kirchberg (1906–1983), Bergbauwissenschaftler
- Peter Klimanek (1935–2010), Physiker
- Philipp Koch (um 1470–1536), Bildhauer, eventuell Schöpfer der Domapostel im Freiberger Dom
- Cornelius Kohl (1907–2006), Superintendent und Studentenpfarrer, wichtig im Konflikt zwischen SED und christlichen Studenten
- Franz Kögler (1882–1939), Bauingenieur
- Theodor Körner (1791–1813), Dichter, Freiheitskämpfer
- August Otto Krug (1868–1945), Jurist, war zwischen 1900 und 1919 in Freiberg Amtsrichter, Bergamtsrat, Professor und Bergamtsdirektor
- Maja Krumnacker (* 1931), Werkstoffwissenschaftlerin
- Carl Amandus Kühn (1783–1848), Geologe
- Werner Küttner (1911–2005), Maler

### L
- Wilhelm August Lampadius (1772–1842), Metallurg, Chemiker
- Alfred Lange (1906–1968), Metallurg
- Werner Lauterbach (1930–2012), Heimatforscher, Volkskundler, Publizist und Autor
- Adolf Ledebur (1837–1906), Metallurg
- Eduard Leonhardi (1828–1905), Landschaftsmaler
- Karl Edwin Leuthold (1847–1891), Jurist, Bergrechtler
- Friedrich Leutwein (1911–1974), Mineraloge
- Harry Liedtke (1882–1945), Schauspieler
- Karl Lohmann (* 1939), Wirtschaftswissenschaftler
- Michail Wassiljewitsch Lomonossow (1711–1765), russischer Dichter und Universalgelehrter
- Paul Ludewig (1885–1927), Physiker

### M
- Walter Mannchen (1905–1972), Chemiker und Hochschullehrer an der Bergakademie Freiberg
- Eduard Maurer (1886–1969), Chemiker und Metallurge, wirkte 1925–1945 an der Bergakademie Freiberg
- Rudolf Meinhold (1911–1999), Erdölgeologe
- Otto Meißer (1899–1966), Geophysiker, Rektor (1957–1959) der Bergakademie Freiberg
- Johann Friedrich Mende (1743–1798), Maschinenbauer, baute u. a. das vermutlich erste Schiffshebewerk der Welt
- Friedrich Mohs (1773–1839), Mineraloge, Schöpfer der Mohsschen Härteskala
- Andreas Möller (1598–1660), Lehrer, Arzt und Chronist
- Thomas Müller, als Maler und Grafiker TM Rotschönberg (* 1961), Chemiker an der Bergakademie, gleichzeitig Maler und Grafiker
- Carl Munde (1805–1887), Gründer einer Kaltwasser-Heilanstalt, Sprachlehrer in Dresden, Autor zahlreicher Schriften zur Wasserkur

### N
- Carl Friedrich Naumann (1797–1873), Geologe
- Caroline Neuber (die Neuberin) (1697–1760), Schauspielerin, Begründerin des deutschen Theaters
- Bernhard Neumann (1867–1953), Chemiker
- Novalis (1772–1801), Dichter

### O
- Adam Gottfried Oehme (1719–1789), Orgelbauer
- Johann Gottlieb Ohndorff (1702–1773), Baumeister
- Friedrich Wilhelm von Oppel (1720–1769), sächsischer Oberberghauptmann und Mitbegründer der Bergakademie Freiberg
- Hans Otto (1922–1996), Organist und Domkantor

### P
- Erwin Papperitz (1857–1938), Mathematiker
- Martin Planer (≈1510–1582), Bergmeister
- Carl Friedrich Plattner (1800–1858), Hüttenkundler und Chemiker
- Georg Friedrich Prinz von Preußen (* 1976), Betriebswirtschaftler, Chef des Hauses Hohenzollern

### R
- Erich Rammler (1901–1986), Verfahrenstechniker
- Ferdinand Reich (1799–1882), Chemiker, einer der Entdecker des Indiums
- Nick Reimer (* 1966), Journalist und Buchautor
- Werner Retzlaff (1890–1960), Architekt
- Fritz Reuter (1925–1994), Geologe und Hochschullehrer
- Hieronymus Theodor Richter (1824–1898), Chemiker, einer der Entdecker des Indiums
- Karl Richter (1926–1981), Dirigent, Chorleiter, Organist und Cembalist
- Paul Philipp Röber (1632–1696), Superintendent von Freiberg von 1671 bis 1696
- Max Roscher (1888–1940), Politiker, Reichstagsabgeordneter
- Paul Rosin (1890–1967), Wärmetechniker, Ingenieur und Unternehmer
- Balthasar Rösler (1605–1673), Bergmann und Markscheider
- Dietrich Rotter (1929–1984), Bergbauingenieur
- Helmut Rudolph (1906–1981), Maler und Grafiker
- Karl August Rüdiger (1793–1869), Altphilologe und Pädagoge, Professor und Rektor am Freiberger Gymnasium
- Ulrich Rülein von Calw (1465–1523), Mathematiker, Montanwissenschaftler

### S
- Guido Hermann Schäf (1840–1911), Orgelbauer
- Arnulf Schertel (1841–1902), Chemiker und Professor für Hüttenkunde
- Carl Schiffner (1865–1945), Hüttenkundler und Hochschullehrer
- Peter Schmidt (1939–1999), Geowissenschaftler und Historiker
- Reinhard Schmidt (* 1946), Präsident des Sächsischen Oberbergamtes
- Alfons Diener von Schönberg (1879–1936), Hauptstellenleiter bei der NSDAP-Kreisleitung Freiberg
- Bernd Schröder (* 1942), Fußballtrainer
- Clara Schumann (1819–1896), Pianistin
- Friedrich Wilhelm Schwamkrug (1808–1880), Oberkunstmeister
- Peter Segler (* 1964), Autor, Herausgeber und Verleger, Begründer der Zeitschrift für Gegenwartsliteratur Freiberger Lesehefte
- Gottfried Sello (1913–1994), Kunsthistoriker, Kunstkritiker, Regisseur
- Rainer Sennewald (* 1951), Geologe und Sachbuchautor
- Traugott August Seyffarth (1762–1831), lutherischer Theologe
- Adam Siber (1516–1584), Humanist und Pädagoge
- Wolfgang Siegel (1583–1644), sächsischer Bergamtsverwalter
- Gottfried Silbermann (1683–1753), Orgelbauer
- Paul Speck (≈1500–1557), Bildhauer, Steinmetz, Schöpfer von Haus Obermarkt 17 mit dem Bergbaurelief
- Karl Spitzner (1876–1951), Bergbeamter
- Johann Gottfried Stecher (1718–1776), Bildhauer
- Alfred Wilhelm Stelzner (1840–1895), Geologe
- Klaus Strzodka (1927–2005), Bergbauingenieur
- Otto Stutzer (1881–1936), Geologe

### T
- Ulrich Thiel (* 1955), Historiker und Museumsleiter
- Friedrich Wilhelm Heinrich von Trebra (1740–1819), Oberberghauptmann, Freund Goethes
- Emil Treptow (1854–1935), Bergbauwissenschaftler

### U
- Paul Uhlich (1859–1905), Markscheider
- Heinz Uhlitzsch (1893–1971), Eisenhütteningenieur
- Georg Unland (* 1953), ehemaliger Rektor der TU Bergakademie Freiberg und Finanzminister des Freistaates Sachsen

### V
- Sylvia Voigt (* 1961), Autorin
- Robert Volkmann (1815–1883), Komponist
- Heinrich Friedrich Karl vom und zum Stein (1757–1831), Politiker, Reformer
- Friedrich Constantin von Beust (1806–1891), Mineraloge, Oberberghauptmann und Ehrenbürger
- Leopold von Buch (1774–1853), Geologe
- Bernhard von Cotta (1808–1879), Geologe
- Astrid von Friesen (* 1953), Journalistin, Psychotherapeutin und Autorin
- Sigismund August Wolfgang von Herder (1776–1838), Geologe, Oberberghauptmann
- Friedrich Anton  von Heynitz (1725–1802), Begründer der Bergakademie, Organisator des Berg- und Hüttenwesens in Braunschweig, Sachsen und Preußen
- Kunz von Kauffungen (1410–1455), Entführer der sächsischen Prinzen Albrecht und Ernst; in Freiberg hingerichtet
- Gottfried Pabst von Ohain (1656–1729), kursächsischer Wardein, Markscheider und Pionier der Meißner Porzellanherstellung

### W
- Eberhard Wächtler (1929–2010), Wirtschaftshistoriker
- Otfried Wagenbreth (1927–2017), Geologe und Montanhistoriker
- Georg Heinrich Wahle (1854–1934), Rechtswissenschaftler
- Max Weidig (1879–1912), Hütteningenieur
- Julius Weisbach (1806–1871), Mathematiker und Ingenieur
- Abraham Gottlob Werner (1749–1817), Mitbegründer der modernen Geowissenschaften
- Hans Witten (auch Meister H. W.) (um 1470 bis nach 1522), Bildhauer, Schöpfer der Tulpenkanzel
- Joachim Wrana (1909–1986), Hochschullehrer für Elektrotechnik

### Z
- Johann Heinrich Zedler (1706 bis 1751), Buchhändler und Verleger
- Hanns Zehtmeyer (1891–1969), Grafiker und Maler
- Gustav Zeuner (1828–1907), Ingenieur
- Otto Ziller (1875–1940), Politiker und Mitglied des Sächsischen Landtags
- Wolf Martin Zimmermann († 1739), Schmelzmeister, der 1701 nach Russland ging, um dort das Hüttenwesen im Ural aufzubauen

## Stadtoriginale
- Alfred Mende (1886–1975), Dachdecker, Schausteller, Modellierer, Bergbau-Kenner